# Avro 604 Antelope
L'Avro 604 Antelope est un prototype de bombardier rapide britannique de l'entre-deux-guerres. 
Le programme 12/26 du ministère de l’Air britannique portait sur un bombardier léger monomoteur très rapide. Trois projets furent retenus, dont l’Avro 604, un biplan à ailes inégales décalées en flèches de construction métallique, seule la voilure étant entoilée. Le fuselage très fin donnait à l’appareil des allures de chasseur biplace. Les bombes étaient accrochées sous la voilure et le mitrailleur disposait d’une position allongée avec poste de visée ventral. 
Avro avait obtenu la commande d’un prototype [J.9183] qui prit l’air en juillet 1928 avec un moteur 12 cylindres en V Rolls-Royce F.XIB de 480 ch. Ce moteur fut par la suite baptisé Kestrel. Transféré à l’Aeroplane & Armament Experimental Establishment (A&AEE) de Martlesham Heath, il fut testé comparativement à ses concurrents Hawker Hart et Fairey Fox II. L’Antelope affichait des performances supérieures à celles demandées par le programme mais son comportement à basse vitesse laissait à désirer et il sortait très difficilement de vrille. La RAF préféra le Hart pour la facilité avec laquelle il pouvait être entretenu. Inutile, l’Antelope reçut une double commande et servit de banc d’essais de moteurs et d’hélices au Royal Aircraft Establishment jusqu’à sa réforme en septembre 1933.

## Sources
1. 1 2  A.J. Jackson
2. ↑  « Flight 6 juin 1929 p. 1165 »
3. 1 2  F.K. Mason